# Israelischer Luftangriff auf das iranische Konsulat in Damaskus 2024
Bei einem israelischen Luftangriff auf das iranische Konsulat in Damaskus am 1. April 2024 wurde das Konsulatsgebäude der Botschaft der Islamischen Republik Iran in der syrischen Hauptstadt zerstört. 16 Menschen wurden getötet, laut der Syrischen Beobachtungsstelle für Menschenrechte waren darunter zwei Zivilisten. Nach iranischen Angaben befanden sich zwei Brigadegeneräle und fünf weitere Mitglieder der Islamischen Revolutionsgarde unter den Toten. Der Luftangriff erfolgte vor dem Hintergrund erhöhter Spannungen zwischen Iran und Israel seit dem Terrorangriff der Hamas auf Israel 2023 und dem darauf folgenden Krieg in Israel und Gaza.
Zahlreiche Länder und internationale Organisationen verurteilten den Anschlag. Am 13. April 2024 folgte ein iranischer Vergeltungsschlag gegen Israel, auf den wiederum Israel mit einem Luftangriff gegen Iran reagierte.

## Hintergrund
Seit dem Terrorangriff der Hamas auf Israel 2023 und dem darauf folgenden Krieg in Israel und Gaza hatte Israel den militärischen Druck auf von Teheran unterstützte Milizen in Syrien und auf Irans Verbündeten im Libanon, die Hisbollah, erhöht. Diese hatten seit dem 7. Oktober 2023 Israel und seine Verbündeten angegriffen. Im Januar 2024 waren drei Soldaten der amerikanischen Streitkräfte bei einer solchen Attacke in Jordanien nahe der Grenze zu Syrien gefallen. Teheran befindet sich seit über 40 Jahren über diverse Milizen, zu denen neben Hisbollah, Islamischer Dschihad und Hamas auch die Huthi in Jemen sowie diverse schiitische Milizen in Syrien und Irak gehören, in einem Stellvertreterkrieg mit Israel. Die israelische Regierung antwortete darauf in der Vergangenheit immer wieder mit militärischen, aber auch verdeckten Operationen. So wird Israel (bzw. der israelische Geheimdienst Mossad) für die Ermordung von sechs Nuklearwissenschaftlern verantwortlich gemacht, darunter 2020 die von Mohsen Fachrisadeh, der als „Vater des iranischen Atomprogramms“ galt. Laut dem Konfliktforscher Afshon Ostovar war die Unterstützung der Hamas durch die Revolutionsgarden ein Grundstein („a cornerstone“) von Teherans antiisraelischer Strategie, weshalb der Terrorangriff vom 7. Oktober 2023 in vielerlei Hinsicht als Resultat dieser verdeckten Kampagne („campaign“) angesehen werden könne. Der Luftangriff sei einer von hunderten gewesen, wie sie seit 2013 immer wieder von Israel auf Stellungen der Revolutionsgarden in Syrien geflogen worden waren.

## Angriff
Bei dem israelischen Angriff gab es 16 Tote. Laut der Syrischen Beobachtungsstelle für Menschenrechte handelte es sich dabei um acht iranische, fünf syrische und einen libanesischen Kombattanten sowie zwei Zivilisten, eine Frau und ihren Sohn. Nach iranischen Angaben befanden sich unter den Toten sieben Mitglieder der Islamischen Revolutionsgarde, darunter Brigadegeneral Muhammad Reza Zahedi, sein Stellvertreter Brigadegeneral Haji Rahimi sowie fünf weitere Offiziere, die langjährige Diplomaten waren, Foreign Affairs zufolge waren sie ranghohe Kommandeure der Islamischen Revolutionsgarde. Der iranische Botschafter Hossein Akbari und seine Familie wurden nicht verletzt. Laut Medienberichten befanden sich die Offiziere der Revolutionsgarden für eine Besprechung mit Vertretern des Islamischen Dschihad im Konsulat.
Das benachbarte kanadische Botschaftsgebäude wurde bei dem Raketenbeschuss ebenfalls beschädigt. Die Botschaftsgebäude liegen unmittelbar nebeneinander in der Al-Farabi-Straße im Stadtviertel Mezzeh, dem Botschaftsviertel von Damaskus. Zwischen den beiden Botschaftsgebäuden stand das zerstörte und ebenfalls unter völkerrechtlichen Schutz gemäß Art. 31 des Wiener Übereinkommen über konsularische Beziehungen vom 24. April 1963 stehende Konsulatsgebäude. Zudem befand sich in dem zerstörten Konsulatsgebäude auch die völkerrechtlich gemäß Art. 30 des Wiener Übereinkommen über diplomatische Beziehungen vom 18. April 1961 gleich einer Botschaft als unverletzlich geltende Residenz des iranischen Botschafters und seiner Familie. Kanadas Außenministerin Mélanie Joly erklärte, Kanada sei nicht vorab gewarnt worden.
Nach iranischen Angaben wurde der Angriff mit sechs Raketen durchgeführt, die von israelischen Lockheed Martin F-35-Flugzeugen abgefeuert worden seien.
Israel bekannte sich nicht offiziell zu dem Luftangriff. Die israelische Verantwortung für den Angriff wurde jedoch durch israelische und US-amerikanische Beamte bestätigt.

## Internationale Reaktionen
Organisationen

Internationale Reaktionen:
Verurteilung des Angriffs
Äußerung von Bedenken
Forderung weiterer Untersuchungen

Die Europäische Union, der Generalsekretär der Vereinten Nationen, die Shanghaier Organisation für Zusammenarbeit, die Arabische Liga, der Golf-Kooperationsrat und die Organisation für Islamische Zusammenarbeit verurteilten den Angriff.
Staaten
Knapp 50 Staaten verurteilten den Angriff, neben den EU-Ländern waren dies unter anderem Brasilien, China, Indonesien, Norwegen, Russland, Südafrika, Türkei, Südkorea und die Schweiz. Dazu kamen fast alle Länder der arabischen Welt, einschließlich Saudi-Arabien und Jordanien. Der russische Außenminister bezeichnete den Angriff als „politisch motiviertes Attentat“, der spanische Ministerpräsident sagte, der Angriff sei „inakzeptabel“. Japan äußerte Bedenken und forderte weitere Untersuchungen. Die Vereinigten Staaten und Vereinigtes Königreich forderten Iran und seine Partnergruppen auf, eine Verschärfung der regionalen Spannungen zu vermeiden.
Am 2. April kam der Fall auf Initiative Irans vor den Sicherheitsrat der Vereinten Nationen und wurde in einer einberufenen Dringlichkeitssitzung behandelt, dort verhinderten die USA, Großbritannien und Frankreich eine Verurteilung des Angriffs und blockierten damit auch mögliche Sanktionen gegen Israel. In einigen US-amerikanischen Medien wurde dies kritisch kommentiert. In der New York Times wurde der Angriff auf das Konsulatsgebäude als bedeutende („major“) Eskalation im „unerklärten Krieg Israels mit Iran“ und bei CNN als „deadly escalation“ bezeichnet. Der Iran legte seinen diplomatischen Protest im weiteren Verlauf, über die Botschaft der Schweiz, den USA, als Unterstützer Israels, selbst vor. Die Schweiz dient seit dem Abbruch der direkten diplomatischen Beziehungen zwischen den USA und dem Iran 1980 als diplomatischer Repräsentant der USA im Iran. Irans Präsident Ebrahim Raisi sprach von einem „aggressiven, verachtenswerten Akt der Invasion“ und Außenminister Hossein Amir-Abdollahian erklärte, man sehe die USA als Unterstützer Israels und gebe ihnen eine Mitverantwortung. Laut einem Bericht von The Washington Post, der sich auf Beamte des US-Verteidigungsministeriums beruft, wurden die USA jedoch nicht von Israel vorab über den Luftangriff auf die Ausländische Vertretung informiert. Irans Staatsoberhaupt, Ali Chamenei, zugleich Oberbefehlshaber der Streitkräfte kündigte Vergeltung an. In der Nacht zum 13. April 2024 erfolgte seitens des Irans ein mittels Drohnen, Marschflugkörpern und ballistischer Raketen durchgeführter Angriff auf militärische Ziele in Israel.

## Rechtliche Einordnung
Einer von der britischen Zeitung Guardian zitierten Analyse zufolge hätten beide Seiten jahrelang im Rahmen eines weitgehend nicht deklarierten „Regelwerks“ agiert. Doch Analysten zufolge (darunter Yagil Levy, Professor für Politische Soziologie an der Offenen Universität Israel) habe Israel bei diesem Angriff die roten Linien überschritten.
Der Angriff auf die Auslandsvertretung wird mitunter als Verstoß gegen das Völkerrecht bewertet, nämlich die Charta der Vereinten Nationen, das Wiener Übereinkommen über diplomatische Beziehungen und das Wiener Übereinkommen über konsularische Beziehungen. Andere Rechtswissenschaftler betrachten den Angriff zwar nicht als Bruch der Wiener Übereinkommen, da sich die Botschaft nicht in Israel befand, womit die Unverletzlichkeit gemäß Artikel 31 nicht gelte; es sei aber ein Verstoß gegen Artikel 2 Absatz 4 der Charta der Vereinten Nationen. Laut Marko Milanović, Professor für Völkerrecht und Herausgeber des European Journal of International Law, gebe es in den internationalen Beziehungen „ein starkes Tabu“ gegen Angriffe auf Botschaften. Ein von den Vereinten Nationen beauftragtes Expertengremium für internationales Recht, bestehend aus Ben Saul, Morris Tidball-Binz, Javaid Rehman, Livingstone Sewanyana und Cecilia M. Bailliet, schrieb, dass Israel keine rechtliche Begründung für den Angriff vorgelegt und es versäumt habe, ihn dem Sicherheitsrat der Vereinten Nationen vorab formal anzukündigen. Ihrer Ansicht nach verstieß es daher gegen Artikel 2 Absatz 4 der Charta der Vereinten Nationen, der die Anwendung von präventiver Gewalt gegen einen anderen Staat verbietet. Sie kamen ebenfalls zu dem Schluss, dass die an dem Angriff beteiligten israelischen Beamten mutmaßlich ein Kriegsverbrechen begangen hätten.